# Mark Starostin
Mark Jurjewitsch Starostin (russisch Марк Юрьевич Старостин; * 23. Dezember 1990 in Zelinograd) ist ein ehemaliger kasachischer Skilangläufer.

## Werdegang
Starostin nahm von 2008 bis 2016 vorwiegend an FIS-Rennen teil. Bei den Juniorenweltmeisterschaften 2008 in Mals gewann er Bronze mit der Staffel. Sein erstes Weltcuprennen lief er im November 2011 in Sjusjøen, welches er mit dem 57. Rang über 15 km Freistil beendete. Im Dezember 2012 in Canmore erreichte er mit dem 21. Platz im Skiathlon, sein bestes Weltcupergebnis. Bei den U23-Weltmeisterschaften 2013 in Liberec holte er Bronze im 15-km-Skiathlon. Bei den nordischen Skiweltmeisterschaften 2013 im Val di Fiemme belegte er den 66. Platz über 15 km Freistil und den 43. Rang im 15-km-Skiathlon. Seine besten Platzierungen bei den Olympischen Winterspielen 2014 in Sotschi waren der 34. Platz im 50-km-Massenstartrennen und der 13. Platz mit der Staffel. Im Januar 2015 gewann er bei der Winter-Universiade 2015 in Štrbské Pleso Silber mit der Staffel. Im folgenden Monat belegte er bei den nordischen Skiweltmeisterschaften 2015 in Falun den 18. Platz im Teamsprint.

## Weltcup-Statistik
Die Tabelle zeigt die erreichten Platzierungen im Einzelnen.
- 1.–3. Platz: Anzahl der Podiumsplatzierungen
- Top 10: Anzahl der Platzierungen unter den ersten zehn
- Punkteränge: Anzahl der Platzierungen innerhalb der Punkteränge
- Starts: Anzahl gelaufener Rennen in der jeweiligen Disziplin
- Hinweis: Bei den Distanzrennen erfolgt die Einordnung gemäß FIS.

| Platzierung         | Distanzrennen a | Distanzrennen a | Distanzrennen a | Distanzrennen a | Distanzrennen a | Skiathlon Verfolgung | Sprint | Etappen- rennen b | Gesamt | Team c | Team c  |
| Platzierung         | ≤ 5 km          | ≤ 10 km         | ≤ 15 km         | ≤ 30 km         | > 30 km         | Skiathlon Verfolgung | Sprint | Etappen- rennen b | Gesamt | Sprint | Staffel |
| ------------------- | --------------- | --------------- | --------------- | --------------- | --------------- | -------------------- | ------ | ----------------- | ------ | ------ | ------- |
| 1. Platz            |                 |                 |                 |                 |                 |                      |        |                   |        |        |         |
| 2. Platz            |                 |                 |                 |                 |                 |                      |        |                   |        |        |         |
| 3. Platz            |                 |                 |                 |                 |                 |                      |        |                   |        |        |         |
| Top 10              |                 |                 |                 |                 |                 |                      |        |                   |        |        | 1       |
| Punkteränge         |                 |                 |                 |                 |                 | 2                    |        |                   | 2      | 1      | 3       |
| Starts              |                 | 3               | 9               | 1               |                 | 6                    | 9      | 3                 | 31     | 1      | 3       |
| Stand: Karriereende |                 |                 |                 |                 |                 |                      |        |                   |        |        |         |